# Bolboceratex posticatus
Bolboceratex posticatus is een keversoort uit de familie cognackevers (Bolboceratidae). De wetenschappelijke naam van de soort werd in 1860 gepubliceerd door Carl Henrik Boheman.